# Chaco-Mäuse
Die Chaco-Mäuse (Andalgalomys) sind eine in Südamerika lebende Nagetiergattung aus der Gruppe der Neuweltmäuse. Sie umfassen drei Arten.
Diese Tiere erreichen eine Kopfrumpflänge von 8 bis 14 Zentimeter, der Schwanz ist 10 bis 14 Zentimeter lang. Das Gewicht beträgt 21 bis 35 Gramm. Ihr Fell ist an der Oberseite gelbbraun gefärbt und mit einzelnen schwarzen Haaren gesprenkelt, der Bauch und die Füße sind weiß. Die Ohren sind relativ groß und mit feinen Haaren versehen.
Chaco-Mäuse bewohnen vorwiegend die Grasländer des Gran Chaco sowie andere trockene Habitate in Südost-Bolivien, West-Paraguay und Nord-Argentinien. Über ihre Lebensweise ist kaum etwas bekannt.
Es werden drei Arten unterschieden:
- Andalgalomys olrogi ist nur aus der Provinz Catamarca in Nordwestargentinien bekannt. Die Art ist laut IUCN gefährdet.
- Andalgalomys pearsoni lebt in Südostbolivien und Westparaguay.
- Andalgalomys roigi bewohnt das nordwestliche Argentinien.

Die Chaco-Mäuse sind eng mit den Tieren der Gattung Graomys verwandt und werden manchmal in diese Gattung eingeordnet.